# Canatlán
Canatlán è una municipalità dello stato di Durango, nel Messico centrale, capoluogo della omonima municipalità.
La popolazione della municipalità è di 31.401 abitanti (2010) e ha una estensione di 4.686,1 km².
Il nome della località in lingua nahuatl significa nido di terra posto vicino all'acqua.